# Gustave M. Gilbert
Pour les articles homonymes, voir Gilbert.
Ne doit pas être confondu avec Marc Gilbert.
Gustave Mark Gilbert, né le 30 septembre 1911 à New York et mort le 6 février 1977 à Brooklyn, est un psychologue américain connu pour ses écrits contenant des observations sur les dirigeants nazis de haut rang recueillies au cours du procès de Nuremberg. Il rassembla l'ensemble de ses écrits dans un livre, Le Journal de Nuremberg.

## Début et Seconde Guerre mondiale
Gustave Gilbert naît dans l'État de New York en 1911 ; il est le fils de Juifs émigrés d'Autriche. Il bénéficie une bourse de la School for Ethical Culture du Town Center College de New York. En 1939, Gilbert obtient son doctorat en psychologie sociale de l'Université Columbia. Gilbert a également un diplôme de l' American Board of Examiners en psychologie professionnelle.
Au cours de la Seconde Guerre mondiale, Gilbert occupe la charge de psychologue militaire avec le grade de premier lieutenant. En raison de sa connaissance de la langue allemande, il est envoyé à l'étranger comme officier de renseignement.

## Procès de Nuremberg
En 1945, après la fin de la guerre, Gilbert est envoyé à Nuremberg, en Allemagne, en tant que traducteur pour le Tribunal militaire international. Il aurait ensuite convaincu le Colonel Andrus de le nommer psychologue de la prison pour les détenus qui sont jugés comme criminels de guerre. Il arrive après comme second du psychiatre Douglas Kelley qui avait déjà officié à la prison de Mondorf-les-Bains, soigné et recueilli les confidences de dignitaires nazis comme Goering à qui il avait notamment fait passer le test de Rorschach et celui du TAT. Gilbert s'est rapidement placé dans un rapport de rivalité avec ce dernier. Au fil des mois, Gilbert devient lui aussi confident de Hermann Göring, Joachim von Ribbentrop, Wilhelm Keitel, Hans Frank, Oswald Pohl, Otto Ohlendorf et Ernst Kaltenbrunner, entre autres. Au début, il passe sous silence le fait qu'il est Juif. Après qu'il l'eut dit aux prisonniers, la plupart d'entre eux refusèrent de lui parler. Gilbert participe également au procès de Nuremberg comme psychologue en chef de l'armée américaine et, lors de son témoignage, il atteste de la santé mentale de Rudolf Hess. Richard Overy, professeur à l'Université d'Exeter définit le rôle de Gilbert auprès des accusés ainsi : « Il se trouvait en permanence dans cette situation ambiguë d'avoir à gagner leur confiance tout en la trahissant pour le compte de ses employeurs ».
Selon Robert Gellately, Gilbert considérait « les criminels de guerre mis à sa disposition comme des souris de laboratoire » et « certains d'entre eux avaient le sentiment que Gilbert les haïssait » [...] ; « il leur présentait des photos de criminels de guerre pendus parues dans Star and Stripes en leur assurant qu'ils allaient subir le même sort » Néanmoins, Albert Speer affirme qu'au contraire Gilbert l'a « souvent conforté en des moments difficiles où la ligne de conduite du procès le perturbait », qu'il le faisait « discrètement, sans arrière-pensées ». Il ajoute que « bien qu'il fût Juif il s'activait auprès de tous les accusés, Streicher compris ». Speer avoue même éprouver « quelque chose comme de la gratitude envers le psychologue. »

## Après le procès de Nuremberg
En 1948, Gilbert est nommé psychologue en chef à l'hôpital des anciens combattants de Lyon où il traite les anciens combattants des deux guerres mondiales qui souffrent de dépression nerveuse.
En 1950, il publie La Psychologie de la Dictature qui se fonde sur l'examen des dirigeants de l'Allemagne nazie ; dans ce livre, il tente de peindre un profil du comportement psychologique d'Adolf Hitler, d'après les déductions qu'il a faites à partir de rapports des dirigeants jugés à Nuremberg.
En septembre 1954, alors qu'il est professeur agrégé de psychologie au Michigan State College, Gilbert participe à la 62e convention annuelle de l'Association américaine de psychologie à New York. Gilbert faisait partie d'un panel de quatre personnes choisies pour discuter des « approches psychologiques au problème de l'anti-intellectualisme ».
En 1961, il est président du département de psychologie de l'Université de Long Island à Brooklyn. C'est alors que Gilbert est appelé à comparaître lors du procès d'Adolf Eichmann à Jérusalem. Le 29 mai 1961, lors de son témoignage, il décrit comment Ernst Kaltenbrunner et Rudolf Höss ont essayé, dans leurs conversations avec lui, de mettre la responsabilité de l'extermination des Juifs sur Eichmann. Puis, Gilbert présente un document manuscrit de Hoess, qui décrit le processus d'extermination à Auschwitz et estime le nombre des victimes des chambres à gaz, en se fondant notamment sur un rapport oral d'Eichmann. Néanmoins, le tribunal décide de ne pas accepter les analyses psychologiques des inculpés de Nuremberg effectuées par Gilbert dans le cadre de son témoignage.
En 1967, Gilbert convainc Leon Pomeroy, diplômé de l'Université du Texas à Austin, de construire un programme clinique dans le domaine de la psychologie à l'Université de Long Island dont il est le président du département de psychologie.
Gustave Mark Gilbert meurt le 6 février 1977.

## Principaux ouvrages de Gilbert
- 1947 : Le Journal de Nuremberg
- 1948 : Hermann Goering : Psychopathe Aimable
- 1950 : La Psychologie de la Dictature
- 1951 : La Persistance des stéréotypes et des changements chez les étudiants

## Gustave Gilbert au cinéma et à la télévision
Gustave Gilbert a été porté à l'écran dans plusieurs films et téléfilms :
- dans Nuremberg (2000), il est interprété par Matt Craven ;
- dans Göring's Last Stand (2006), il est interprété par Robert Jezek (en) ;
- dans Nuremberg : les nazis au banc des accusés (2006), il est interprété par Adam Godley.